# 岬台団地
岬台団地（みさきだいだんち）とは、青森県八戸市岬台4丁目にある住宅団地である。県営･市営･雇用促進住宅の住宅団地が合計12棟立地している。人口は730人。266世帯（2007年4月30日現在、八戸市調べ）である。

## 概要
岬台団地は、青森県八戸市にある郊外住宅団地である。八戸市中心市街地に位置する八戸市庁から岬台団地までは、直線距離で東部6キロに位置する。岬台団地は1981年（昭和56年）に建設が始まった団地である。現在、雇用促進住宅2棟、県営住宅3棟、市営住宅7棟の合計12棟が立地している。

## 団地データ
- 総面積 27ha
- 計画住宅戸数 700戸
- 計画人口　?人
- 事業費 ?億円

## 教育
- 八戸市立白鴎小学校
- 八戸市立白銀南中学校

※団地内には学校はない

## 交通
- 八戸市営バス・南部バス-24番

## 参考資料
- 住所毎男女世帯数リスト 平成20年 八戸市